# 姫宮さら沙
姫宮 さら沙（ひめみや さらさ、12月11日 - ）は、日本の作詞家、モデル。兵庫県出身。血液型は、A型。

## 概要
2歳からピアノを習う。17歳から声楽、聴音、作曲、音楽理論を習い始めたが、J-POPに転向し、渡辺プロダクション「東京音楽学院」にて
ヴォーカルレッスンを受ける。
28歳の時に作詞講座を開始。作詞家の松井五郎に師事。講座では「特別構成賞」や「敢闘賞」を受賞する。この頃から、作品が書籍化されることになる。その後、ビクター音楽カレッジに通学。作詞家の伊藤あきらに師事。「ビクター音楽カレッジ作詞大賞 銀賞」を受賞する。
作家事務所に所属し、2005年にテレビアニメ『IZUMO -猛き剣の閃記-』のオープニング曲のカップリング曲「Everything's all right」にて、作詞家としてメジャーデビューを果たす。オリコンチャート91位を獲得する。
2008年に、アーティスト 「TEAM 純情」に作詞提供する。「愛・阿修羅ジェンヌ」が、インディーズチャート3位を獲得し、作詞家としてインディーズデビューを果たす。
2015年より、モデル事務所に所属。バラエティ、テレビCMなどに出演中。

## 提供作品
●テレビアニメ IZUMO-猛き剣の閃記-Romantic Chaser
カップリング曲　Everything's all right

作詞　伊藤　秀美　（姫宮さら沙）

作曲　小松一也
　歌唱　『小枝』『弓原七海』　ランティスLACM-4190
●バニラGirlとこうしちゃえ
愛・阿修羅ジェンヌ　歌唱　TEAM 純情　　JASRAC出0916748-901
●あこがれメイドバケイション
「華の純風＠組」　歌唱　あっとぐみ　LINK-UP LUCD-3003
●乙(ノ∀`*)乙
「sweet babylon」
乙(ノ∀`*)乙　　　　　歌唱　hitomi,みうめ from at gumi   LINK-UP LUCD3004
●あっとぐみＶ３
「虹の上のライム」　歌唱　あっとぐみ　LINK-UP LUCD3005
●生純情で生Yahhoo!
愛・阿修羅ジェンヌ
「sweet babylon」
乙(ノ∀`*)乙　　歌唱　TEAM 純情　D&R record DRCDL-8
●あっとぐみ100　コンプリートアルバム

「エターナル」

「片思い～ONE WAY LOVE」

「ロリータ　アンジェリン」

「虹の上のライム」

「ロイヤル　プリンセス」

「ボンバー×Party」

「トゥインクル*バード」

「フェアリー//レイン」

「四つ葉のクローバー」

「原色ハート＠組」

「羽のタクト」

「でこぼこダイヤモンド」

「ジュリエットEXPRESS」

「sweet babylon」

「乙(ノ´∀｀*)乙」

歌唱　あっとぐみ　インフィニア CO,LTD
●カコトミライ
愛・阿修羅ジェンヌ　歌唱　TEAM 純情　D&R record

●DVD 「めざせ1000人ライヴ　with あっとぐみ」　voi.1~5 LINK-UP MPEG2 AC-3
●映画　兎々姫　主演　hitomi
同時収録　「TEAM純情　2015年LIVE」　INFINIA CO,LTD

## 代表的な作品と出演
●著書
ギフトブック詩のコレクション　「わたしのかけら」　新風舎刊
●著書
日本一醜い親への手紙に「黄色いガードレール」を提供　『メディアワークス』刊
●対談
POP BEAT主婦と生活社　1999年2月号
松井五郎のBIGIN THE WRITEより、
作詞家松井五郎　×　伊藤秀美（姫宮さら沙）
●受賞
神戸新聞社「ちいさな目」
「かくれんぼ」が、神戸新聞社賞を受賞
●ラジオ　エフエム東京ミュージックバード「おはようサタデー」
オープニング曲「雪の太陽」作詞　伊藤秀美　作曲　羽場仁志
歌　μ-a（ミューア）

●TVCM出演
「日清チキンラーメン」
「JR西日本」
「一正蒲鉾サプリメント」
「セブンナイツ」
「AIG損保ジャパン」
「しまのや ミラクルグリーンスムージー」
「アサヒビール ドライブラック」

●TV出演
NHK「ごごナマ」レギュラー
NHK「俺たちに明日はない」
NHK「羅針盤」
ABC「黒田VSリンゴ イマドキ熟女解体新書」
ABC「ブラマヨ ハテナの豆知識」
読売テレビ「大阪ほんわかテレビ」
毎日放送「サタデープラス」
毎日放送「すまたん」
NHK「あさイチ」
読売テレビ「ビートップス」
ABC「探偵ナイトスクープ」
関西テレビ「ハイヒールの真夜中市場」
毎日放送「ほしおび」

●ドラマ
「大阪環状線」
「山村美紗サスペンス」
「ナニワ金融道」
「ここからはじまるストーリー」
「やしきたかじん誕生物語」
●MV
Qyoto「きみと僕のアクロスザ・ユニバース」
●モニター、検証モデル
「シャルレ」
「アドヴァンシング」
「ワコール」
「芦屋美整体」
●教科書文化庁
「まるごとプラス」
●映画
「分福茶釜」
「高校生探偵あいちゃん」
●企業VTR
「奈良スーパーホテル」